# هاینریش اشتراسر
هاینریش اشتراسر (آلمانی: Heinrich Strasser؛ زادهٔ ۲۶ اکتبر ۱۹۴۸) بازیکن سابق و مربی فوتبال اهل اتریش است.
از باشگاه‌هایی که در آن بازی کرده‌است می‌توان به باشگاه فوتبال آدمیرا واکر مودلینگ و باشگاه فوتبال فرست وینا اشاره کرد.
وی همچنین در تیم ملی فوتبال اتریش بازی کرده‌است.